# خنفساء الخابرا
خنفساء الخابرة (Trogoderma granarium)، المعروفة أيضًا باسم خنفساء الخزانة، هي واحدة من أكثر الآفات المدمرة لمنتجات الحبوب والبذور في العالم. نشأت في جنوب آسيا، تُصنَّف ضمن أسوأ 100 نوع مجتاح في العالم. وتعد السيطرة على انتشارها أمرًا بالغ الصعوبة نظرًا لقدرتها على البقاء لفترات طويلة دون طعام، وتفضيلها الظروف الجافة والأطعمة منخفضة الرطوبة، بالإضافة إلى مقاومتها للعديد من المبيدات الحشرية.
فرضت الولايات المتحدة حظرًا فيدراليًا على استيراد الأرز من البلدان التي تُعرف بوجود إصابات بخنفساء الخابرة. يمكن أن يؤدي انتشار هذه الحشرة إلى إفساد السلع التجارية القيّمة، مما يتسبب في خسائر اقتصادية جسيمة عند انتقالها إلى مناطق جديدة. كما أن التعامل مع الحبوب والبذور الملوثة أو استهلاكها قد يؤدي إلى مشكلات صحية، مثل تهيج الجلد واضطرابات الجهاز الهضمي.